# Олбија
Олбија (итал. Olbia, на месном говору: Tarranoa) град је у западној Италији. Олбија је једно од средишта истоименог округа Сасари у оквиру италијанске покрајине Сардинија.
Град Олбија је значајан као једно од средишта италијанске ратне морнарице.

## Природне одлике
Град Олбија налази се у североисточном делу Сардиније, на 270 км североисточно од Каљарија. Град се налази у истоименом Олбијском заливу, делу Тиренског мора. Северно од града налази се брежуљласта област Галурија, док се ка југу тло издиже у брда и планине.

## Становништво
Према резултатима пописа становништва 2011. у општини је живело 53.307 становника.
| 1931.  | 1936.  | 1951.  | 1961.  | 1971.  | 1981.  | 1991.  | 2001.  | 2011.  |
| ------ | ------ | ------ | ------ | ------ | ------ | ------ | ------ | ------ |
| 10.860 | 11.377 | 14.745 | 17.779 | 24.290 | 30.787 | 41.095 | 45.366 | 53.307 |

Олбија данас има око 54.000 становника, махом Италијана. То је 10 пута више него на почетку 20. века. Последњих деценија број становника у граду расте.

## Галерија
- Градска катедрала
- Умбертов трг у старом делу града
- Главни трг